# Märklin

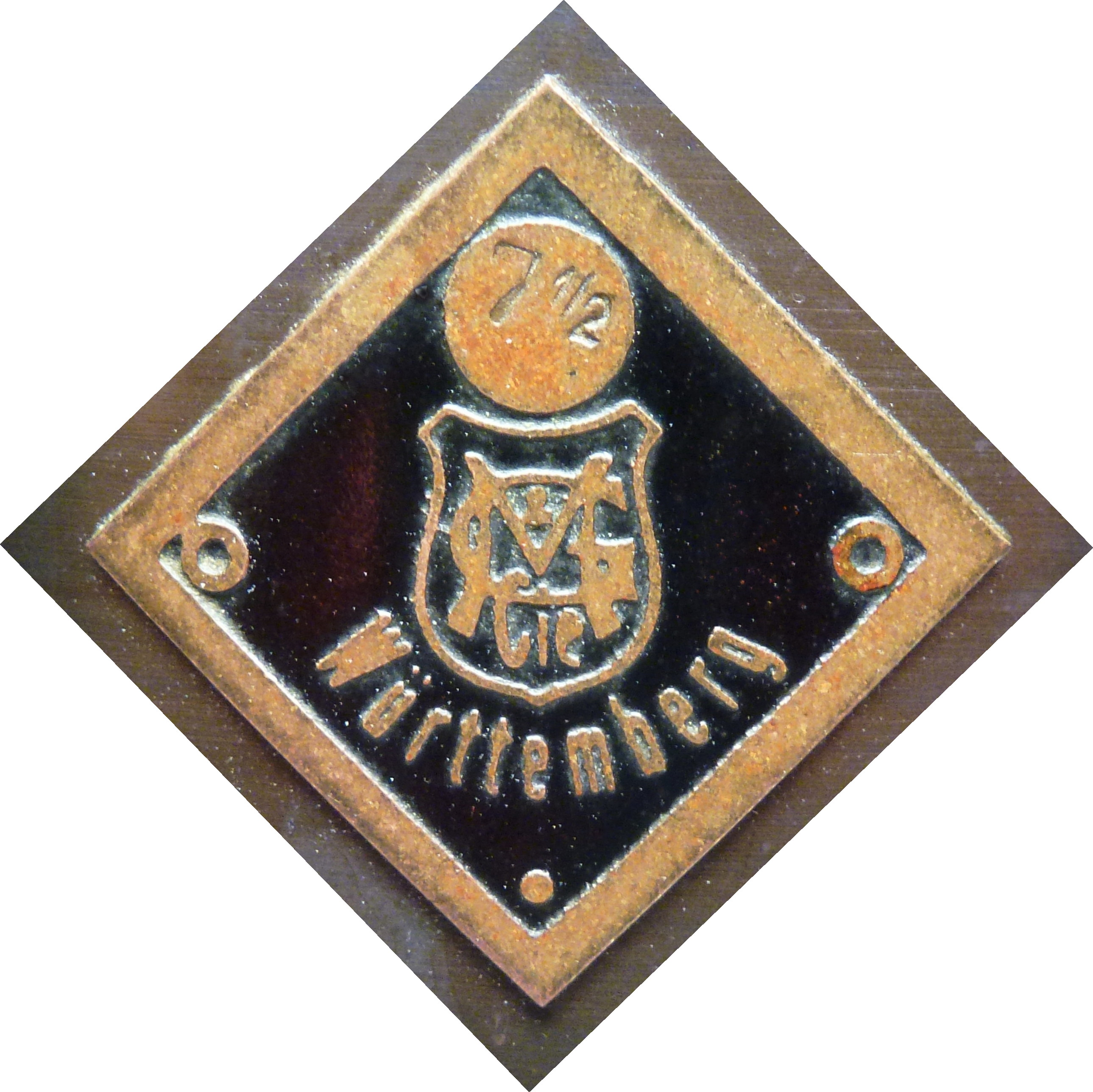
Märklin

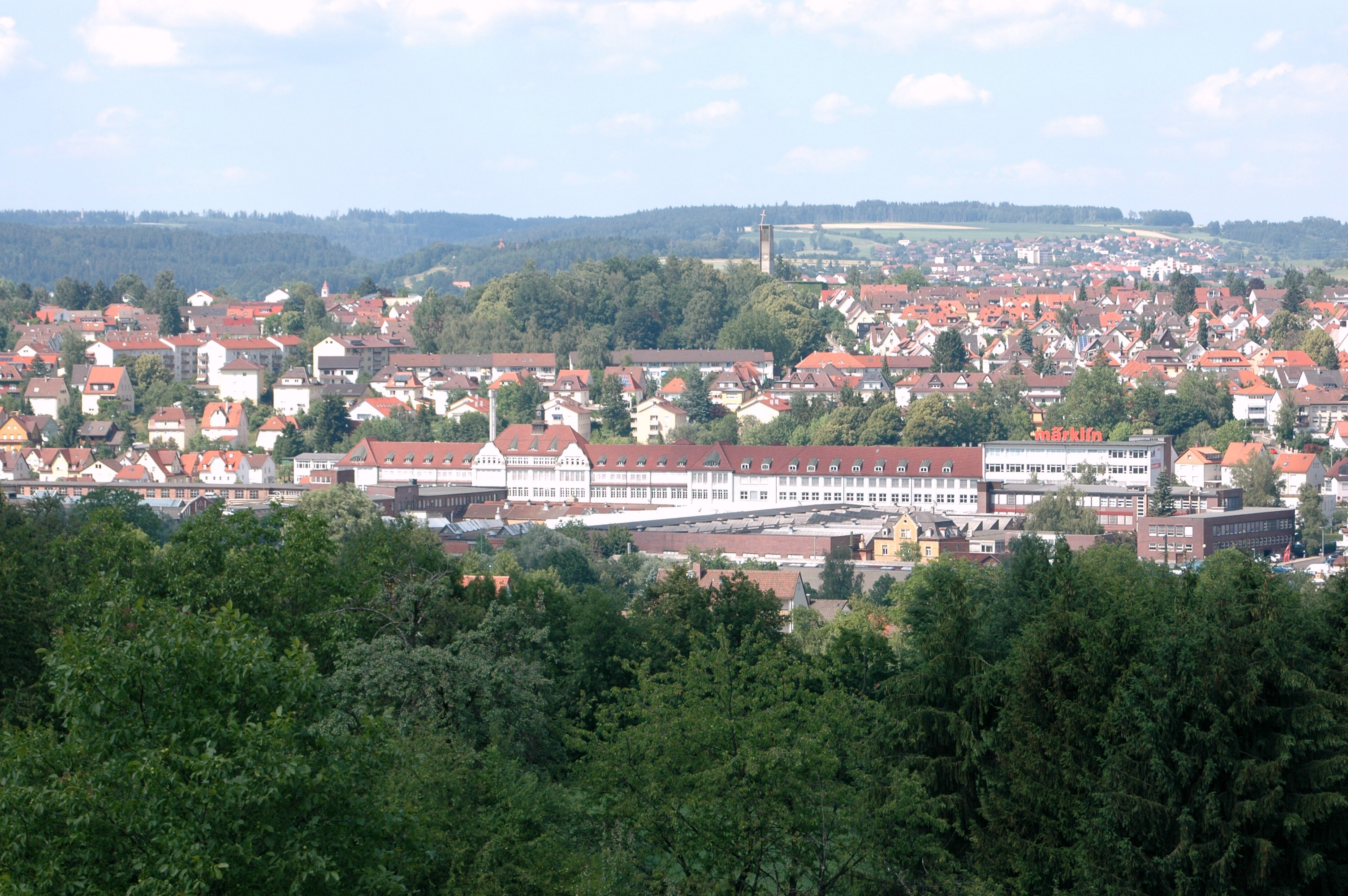
Fabrica din Göppingen

 Gebr. Märklin & Cie. GmbH (se citește Merklin) este o firmă care  din anul 1840 producea jucării, având sediul în Göppingen, Baden-Württemberg, Germania. Firma devine cunoscută prin jucăriile mecanice,  produse de calitate, printre care trenulețe mecanice și electrice, cu care s-au făcut vânzări ce au atins  în anul 2007, suma de 126 milioane €. La data de 4 februarie 2009 fabrica de jucării din Göppingen și Nürnberg intră în faliment și și-a închis porțile.

## Galerie de imagini

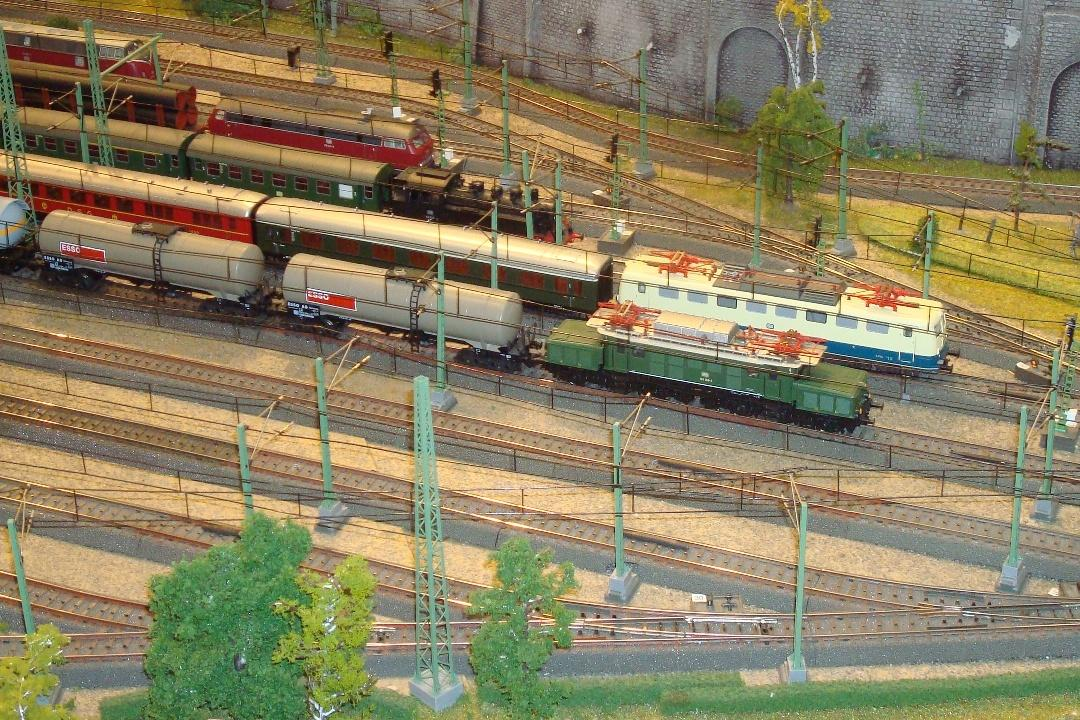
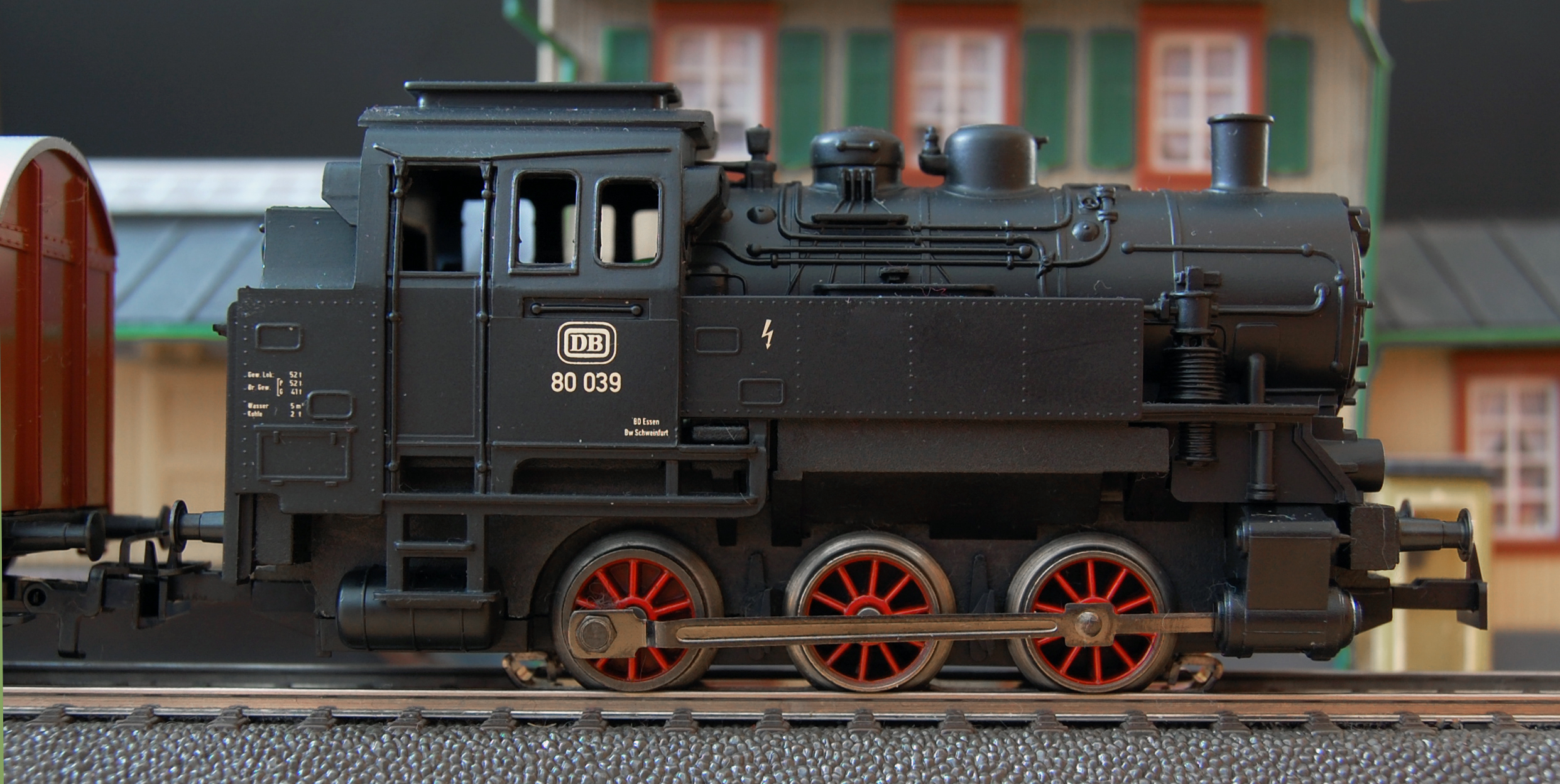
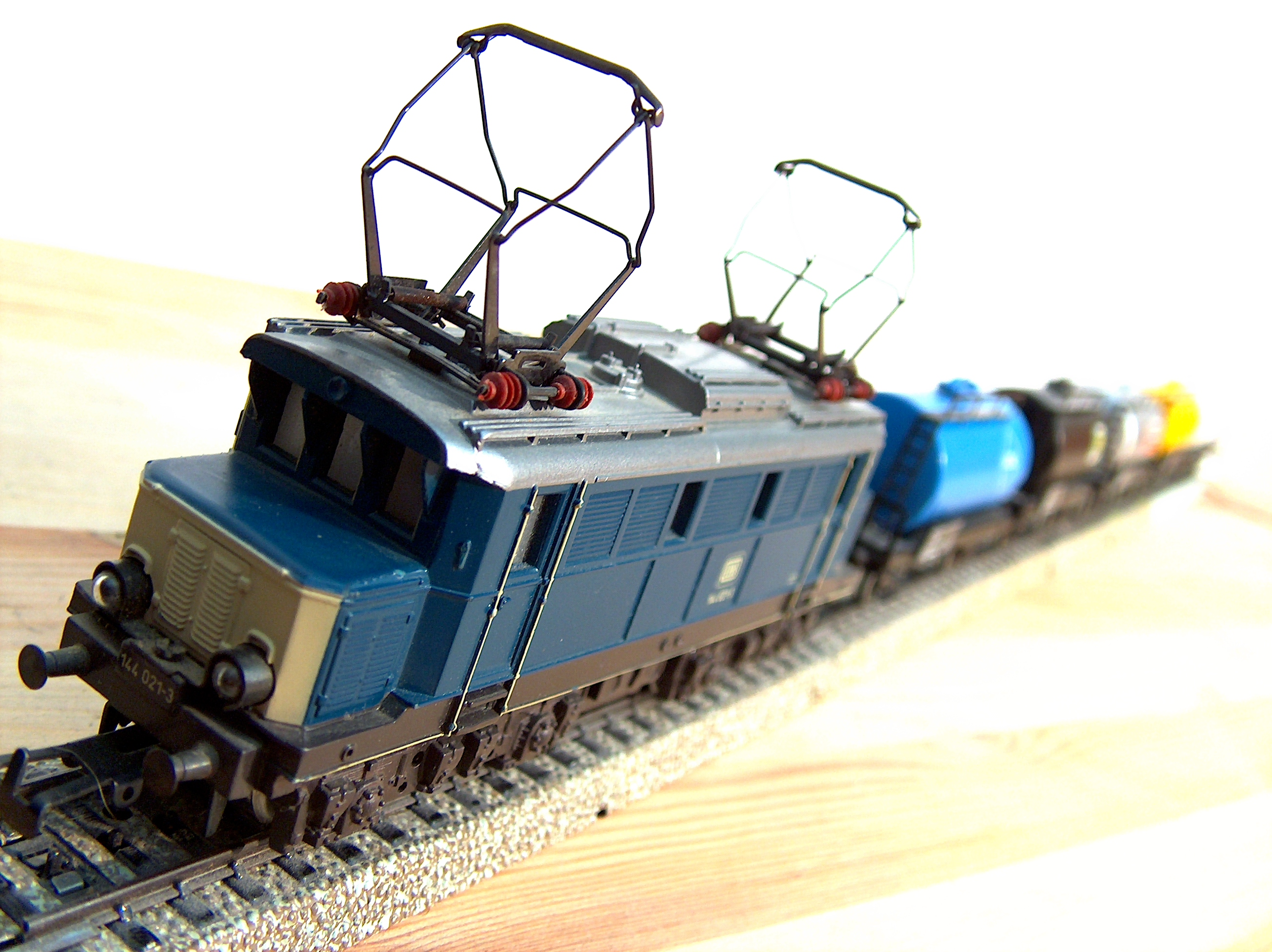